# Ceyloni fahéjfa
A ceyloni fahéjfa vagy cimetfa, valódi fahéjfa, illetve egyszerűen csak fahéjfa (Cinnamomum verum vagy C. zeylanicum) a babérfélék (Lauraceae) családjába tartozó Cinnamomum növénynemzetség egyik legismertebb faja. Népies nevei: cinet, cimet vagy cinnamomi. Gyakran fahéjnak nevezik a kassziát (Cinnamomum aromaticum vagy C. cassia) is.

## Származása, elterjedése
Délkelet-Ázsiában, kiváltképp Srí Lankán (Ceylonon) és a Szunda-szigeteken honos.

## Megjelenése, felépítése
8–10 m magas, örökzöld fa. Törzse dúsan elágazó. A termesztett példányokat évente visszavágják, így nem engedik 3 m-nél magasabbra nőni.
Keskeny, lándzsás, mintegy 20 cm hosszú levelei vaskosak, húsosak. Az egészen fiatal levélkék élénkpirosak.
Virágai laza fürtökbe tömörülnek. Bogyótermései sötétbarnás-vörösesek.
- Törzse
- Levelei
- Lombozata
- Egy Srí Lanka-i botanikus kertben
- Kérge a sütemények és a capuccino illatos kiegészítője

## Életmódja, termőhelye
A trópusi esőerdőkben nő 50 m magasságig.

## Felhasználása

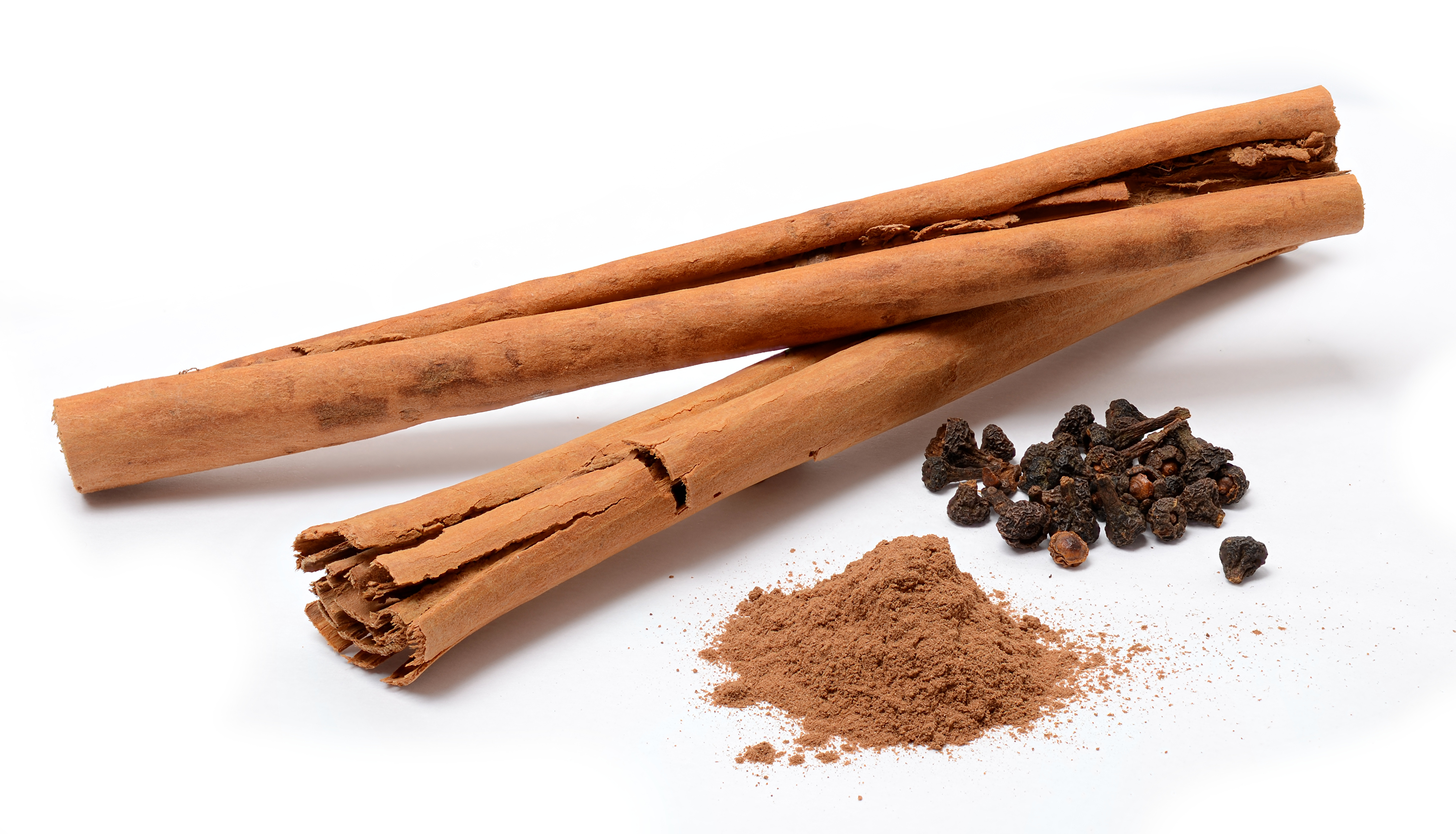
Fahéjrudak, őrölt fahéj por, és szárított fahéj virágok.

A fűszert a fiatal ágak lehántott és a parakéregtől megtisztított, milliméternél vékonyabb, papírszerű kérgéből készítik.